# 광양군 (1988년 선거구)
광양군은 대한민국의 옛 국회의원 선거구이다. 당시 전라남도 광양군 지역을 관할했다.

## 역사
대한민국 제13대 국회의원 선거를 앞두고 여수시·여천군·광양군 선거구에서 분리되면서 신설되었다. 
1989년 1월 1일을 기해 광양군 골약면·태금면이 동광양시로 승격되었다. 이에 대한민국 제14대 국회의원 선거를 앞두고 동광양시·광양군 선거구로 개편되었다.

## 역대 국회의원
| 선거   | 정당 | 정당       | 의원   |
| ------ | ---- | ---------- | ------ |
| 1988년 |      | 평화민주당 | 이돈만 |

## 역대 선거 결과

### 대한민국 제13대 국회의원 선거
|  | 56.44% |

|  | 34.96% |

|  | 4.88% |

|  | 2.43% |

|  | 1.26% |